# Calothamnus lateralis
Calothamnus lateralis är en myrtenväxtart som beskrevs av John Lindley. Calothamnus lateralis ingår i släktet Calothamnus och familjen myrtenväxter.

## Underarter
Arten delas in i följande underarter:
- C. l. crassus
- C. l. lateralis